# Departamento Lavalle (Corrientes)
Das Departamento Lavalle liegt im Westen der Provinz Corrientes im Nordosten Argentiniens und ist eine von 25 Verwaltungseinheiten der Provinz.
Im Norden grenzt es an die Departamentos Bella Vista und San Roque, im Osten an das Departamento Mercedes, im Süden an die Departamentos Curuzú Cuatiá und Goya und im Westen, getrennt durch den Río Paraná, an die Provinz Santa Fe.
Die Hauptstadt des Departamento Lavalle ist Santa Lucía.

## Städte und Gemeinden
- Cruz de los Milagros
- Gobernador Juan E. Martínez
- Lavalle
- Santa Lucía
- Yataytí Calle

Koordinaten: 29° 0′ S, 59° 6′ W